# Eltze
Eltze ist eine Ortschaft der Gemeinde Uetze in der niedersächsischen Region Hannover.

## Geografie

### Lage
Westlich des Ortes fließt die Fuhse außerhalb der Bebauung, nördlich des Dorfes führt die Erse am alten Ortskern vorbei. An der Eltzer Mühle westlich des Dorfes beginnt der Verbindungsgraben Prangenhol von der Fuhse zur Erse.

### Nachbarortschaften
Benrode, Dedenhausen, Wehnsen, Plockhorst, Ohof, Wiedenrode, Abbeile, Höfen, Warmse, Wackerwinkel

### Geologie
Eltze liegt am Rand des Allerurstromtales in eiszeitlicher Moränenlandschaft. Die Böden sind daher überwiegend sandig. Die ursprünglichen Heidelandschaften sind im 19. Jahrhundert großenteils landwirtschaftlich nutzbar gemacht worden.

## Geschichte

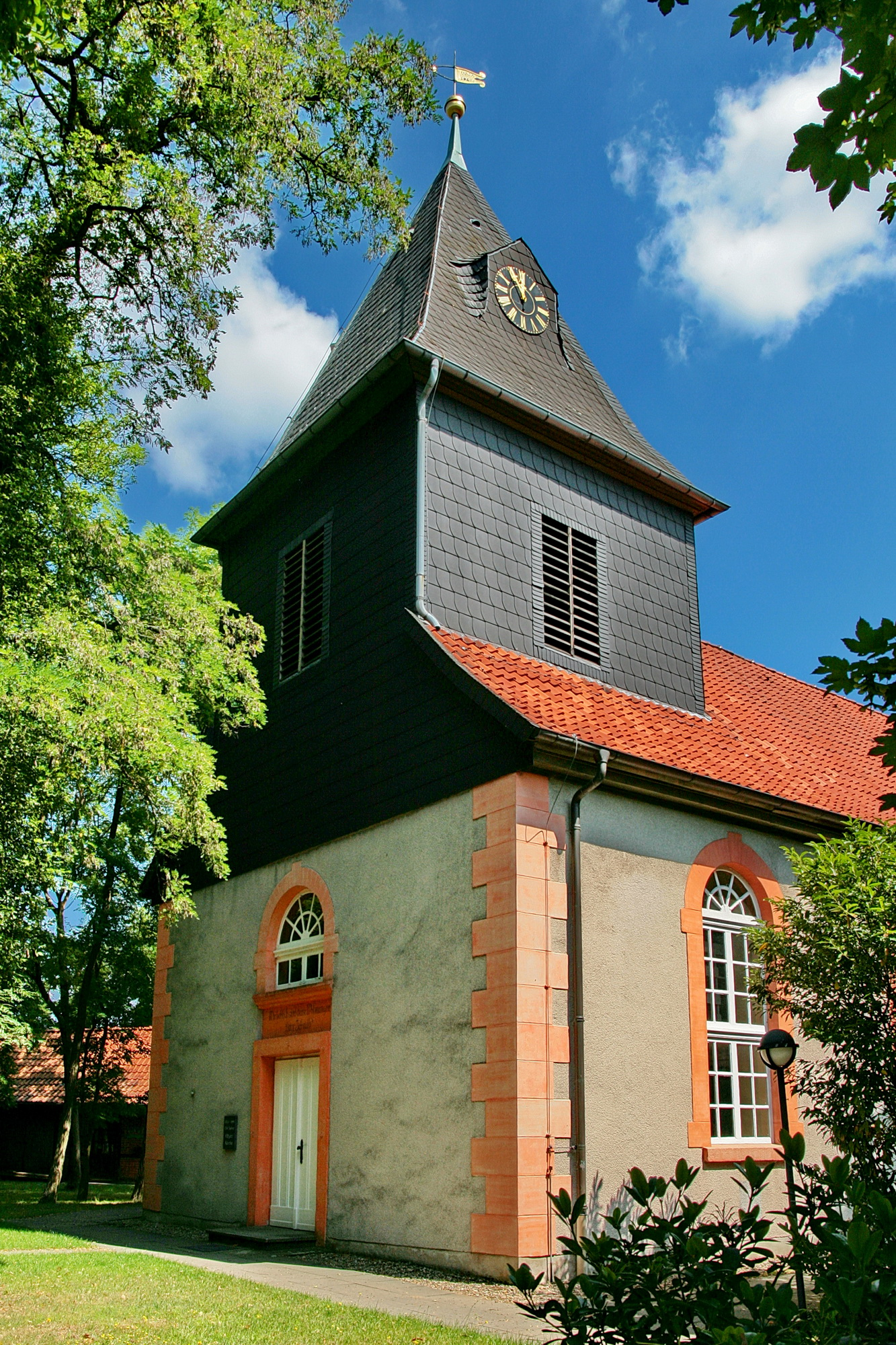
Kirche

Der Ortsname entwickelte sich von Elishausen, Hellesse, Ellesse und Eilitze zum heutigen Eltze.
Zur Zeit der Völkerwanderung wird der Grund des heutigen Eltze gelegt worden sein, die planmäßige Siedlung um einen Thingplatz auf einer leichten Sanderhebung am Ufer der Erse deutet darauf hin. Es ist jedoch altes Siedlungsgebiet. Alte Siedlungsplätze und ein Urnenfriedhof wurden gefunden.
Eltze wird 1226 erstmals urkundlich im Lehnregister der Herren von Meinersen erwähnt. Im Jahr 1311 wird erstmals ein Pfarrer „in Ellese“ urkundlich festgehalten. Der Ort ist in den Jahren 1316 bis 1885 dem Amt Meinersen zugehörig.
Die Einwohnerzahl lag zwischen 1600 und 1800 unverändert bei 500, Eltze war damit das größte Dorf der Gografschaft Edemissen. Die meisten Höfe waren den Herren von Marenholtz in Müden-Dieckhorst dienst- und zinspflichtig.
1748 wurden in den Dörfern des Fürstentums Lüneburg für eine neue Kirche in Eltze Kollekten eingesammelt.
Alle Kriegswirren überstand Eltze im Wesentlichen unzerstört. Nur im Siebenjährigen Krieg (1756–1763) brandschatzte die französische Besatzung, wie am Hausbalken von „Keunemanns Hoff“ (Nr. 37) zu lesen ist: „Das Unglück ist mir auch begegnet, daß Haus und Hof durch Feuersglut ist worden in die Asch gelegt durch der Franzosen Frevelmut. Behüt dies Haus, o Gott, für Feuer und vor Wassersnot.“ Das damals wieder aufgebaute Haus wurde Anfang der achtziger Jahre abgerissen. Doch brachte man den historischen Hausbalken mit seiner prägnanten Inschrift über den großen Schiebetüren des neuen Maschinenschauers an.
Nachdem in Wittingen am 12. April 1792 eine Feuersbrunst ausgebrochen war, die binnen einer Stunde 66 Wohnhäuser in Asche gelegt hatte, ergingen aus Eltze Spenden in Höhe von 1 Reichstaler 12 Gutegroschen.
Über eine Brandkatastrophe in Eltze im Jahre 1794 verlautete in den Annalen der Braunschweig-Lüneburgischen Churlande:
Unglücksfalle vom Jahr 1794.
Den 26sten Jan. brannten zu Eltze, Amts Meinersen zwey Wohnhäuser und drey Nebengebäude ab.

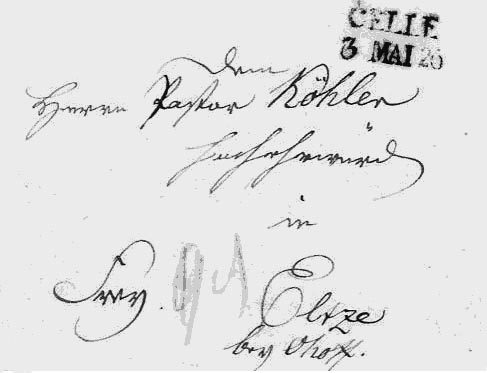
Brief an Pastor Köhler in Eltze, 1826

1826 legte ein Großbrand in Eltze bei Uetze 16 Häuser in Asche. Von einem Nebengebäude des Küsterhauses sprangen die Funken auf andere Gebäude über. Die Kirche blieb aber verschont. Der Feuersbrunst, die schlimmer war als jene gut 70 Jahre zuvor, fielen auch viele alte Speicher und Schafställe zum Opfer. Sie waren damals noch ausschließlich, wie die Hallenhäuser, mit Stroh gedeckt gewesen. Der Brand führte auch zur Aussiedlung von Höfen aus der Enge des Dorfkerns, so zum Beispiel „Permaues Hoff“ (Nr. 9), der an die rechte Ersepartie rückte. Der Schepelmannsche Hof stand vor der Feuersbrunst im Pastorengarten und wurde an die Plockhorster Straße verlegt. „Klußmanns Hoff“ (Nr. 14) wurde ebenfalls hinter der Erse wieder neu aufgesiedelt, während „Osterlohs Hoff“ (Nr. 27) aus der Mitte an die Peripherie direkt vor den Bach zu liegen kam.
An die Brandkatastrophe erinnerte unter anderem ein Spruch am Haus Kötnerstraße 1. Dieser Bauernhof ist im Jahr 2018 selbst bei einem Großbrand zerstört worden.

### Eingemeindungen
Das Dorf wurde am 1. April 1885 dem neu gebildeten Kreis Peine zugeordnet. Am 1. Juli 1966 bildete Eltze mit den Ortschaften Dedenhausen, Wehnsen, Plockhorst, Eickenrode und Ohof die Samtgemeinde Eltze.
Im Zuge der Gebietsreform in Niedersachsen wurde Eltze am 1. März 1974 in die Gemeinde Uetze eingegliedert und damit dem Landkreis Hannover zugeschlagen, die Samtgemeinde wurde somit aufgelöst.

### Einwohnerentwicklung
- 1821: 0476 Einwohner
- 1905: 0605 Einwohner
- 1936: 0788 Einwohner
- 1946: 1579 Einwohner
- 1950: 1596 Einwohner
- 1961: 1397 Einwohner[7]
- 1964: 1424 Einwohner
- 1970: 1485 Einwohner[7]
- 2004: 1590 Einwohner
- 2007: 1478 Einwohner
- 2013: 1404 Einwohner[8]
- 2014: 1407 Einwohner[9]
- 2016: 1432 Einwohner[1]
- 2017: 1453 Einwohner[1]
- 2021: 1371 Einwohner[10]

## Religion
Ein Pastor ist für Eltze bereits im Jahr 1311 nachweisbar.
In Eltze gibt es eine evangelisch-lutherische Kirchengemeinde mit eigener Kirche aus dem Jahr 1749 im alten Ortskern; es ist auch Pfarrsitz. Die katholische Kirche St. Petrus von 1959 wurde 1999 entwidmet und dient seit 2000 als Heimatmuseum.

## Politik

### Ortsrat
Der Ortsrat von Eltze setzt sich aus drei Ratsfrauen und vier Ratsherren zusammen.
- Wählergemeinschaft Gemeinsam für Eltze: 2 Sitze
- CDU: 2 Sitze
- SPD: 3 Sitze

(Stand: Kommunalwahl 11. September 2016)

### Ortsbürgermeister
Ortsbürgermeister ist Rudolf Schubert (SPD).

### Wappen
Im geteilten Schild oben in Gold ein rot bewehrter, blauer Löwe; unten in Blau ein goldener Grapen.
Oben wird die lange Zugehörigkeit zum Herzogshaus Braunschweig-Lüneburg dargestellt. Der Grapen, ein über dem offenen Feuer hängender Kochkessel, ist ein Symbol aus dem Wappen der Herren von Eltze, Vasallen der Braunschweiger Herzöge.

## Kultur und Sehenswürdigkeiten

### Bauwerke
- Die heute bestehende evangelische Kirche ersetzte im Jahr 1749 die baufällige Vorgängerkirche. Sie ist ein einschiffiger verputzter Bruchsteinbau.
- Die katholische Kirche St. Petrus von 1959 wurde 1999 entwidmet und dient seit 2000 als Heimatmuseum. In ihr unterhält der Heimatverein eine umfangreiche Sammlung zur Ortsgeschichte. Regelmäßig werden auch Sonderausstellungen angeboten.

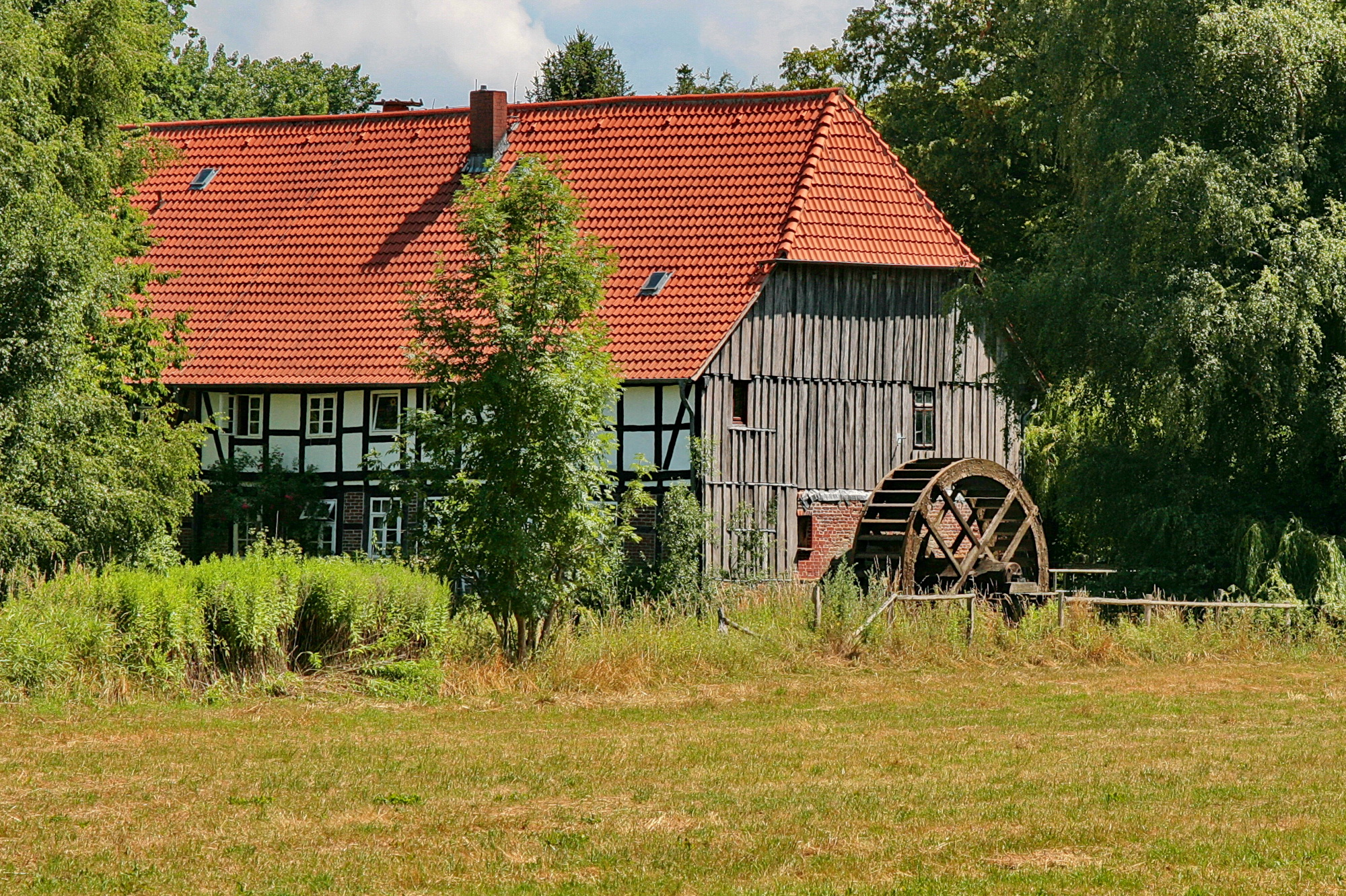
Eltzer Mühle

- Die Eltzer Mühle westlich des Ortes an der Fuhse wurde 1420 erstmals erwähnt. Um 1860 herum hatte die Wassermühle drei Mahlgänge für Roggen, Weizen und Graupen sowie einen Gang für Öl. Sie war bis Mitte der 1950er Jahre in Betrieb. Im Jahre 1991 wurde das mittelschlächtige Mühlrad erneuert. Das zweistöckige Gebäude ist in Fachwerk ausgeführt und diente zugleich als Mühle und als Wohnhaus.[12] Unmittelbar vor der Mühle beginnt der Prangenhol, ein Graben, der überschüssiges Fuhsewasser in die Erse leitet.

2011 bis 2016 wurde im Gebäude der Wassermühle ein Café betrieben.

### Naturdenkmale
- Ein Naturdenkmal ist der Wacholderhain im Nordosten des Ortes.

### Fotogalerie

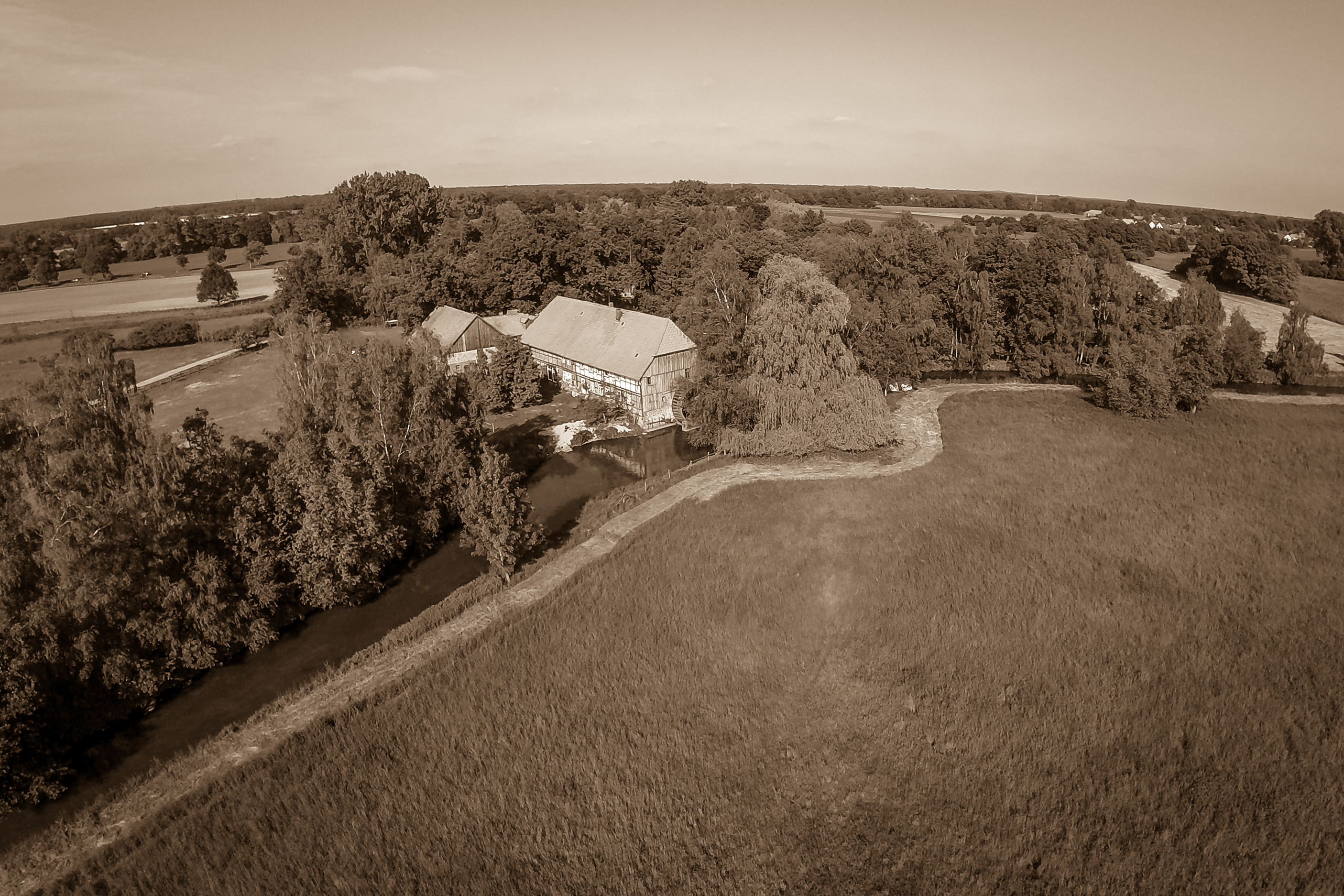
Eltzer Wassermühle
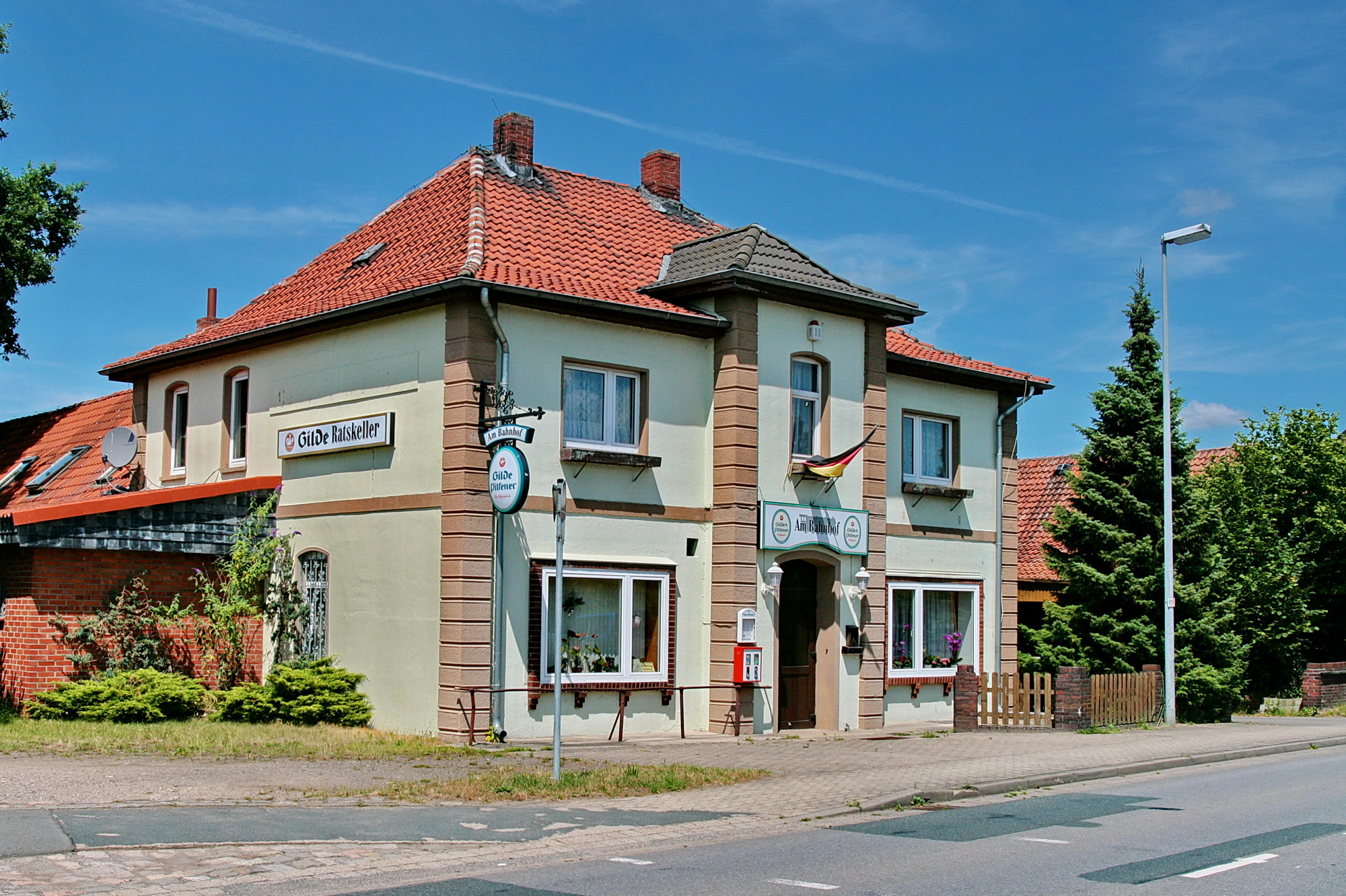
Ehemalige Bahnhofsgaststätte
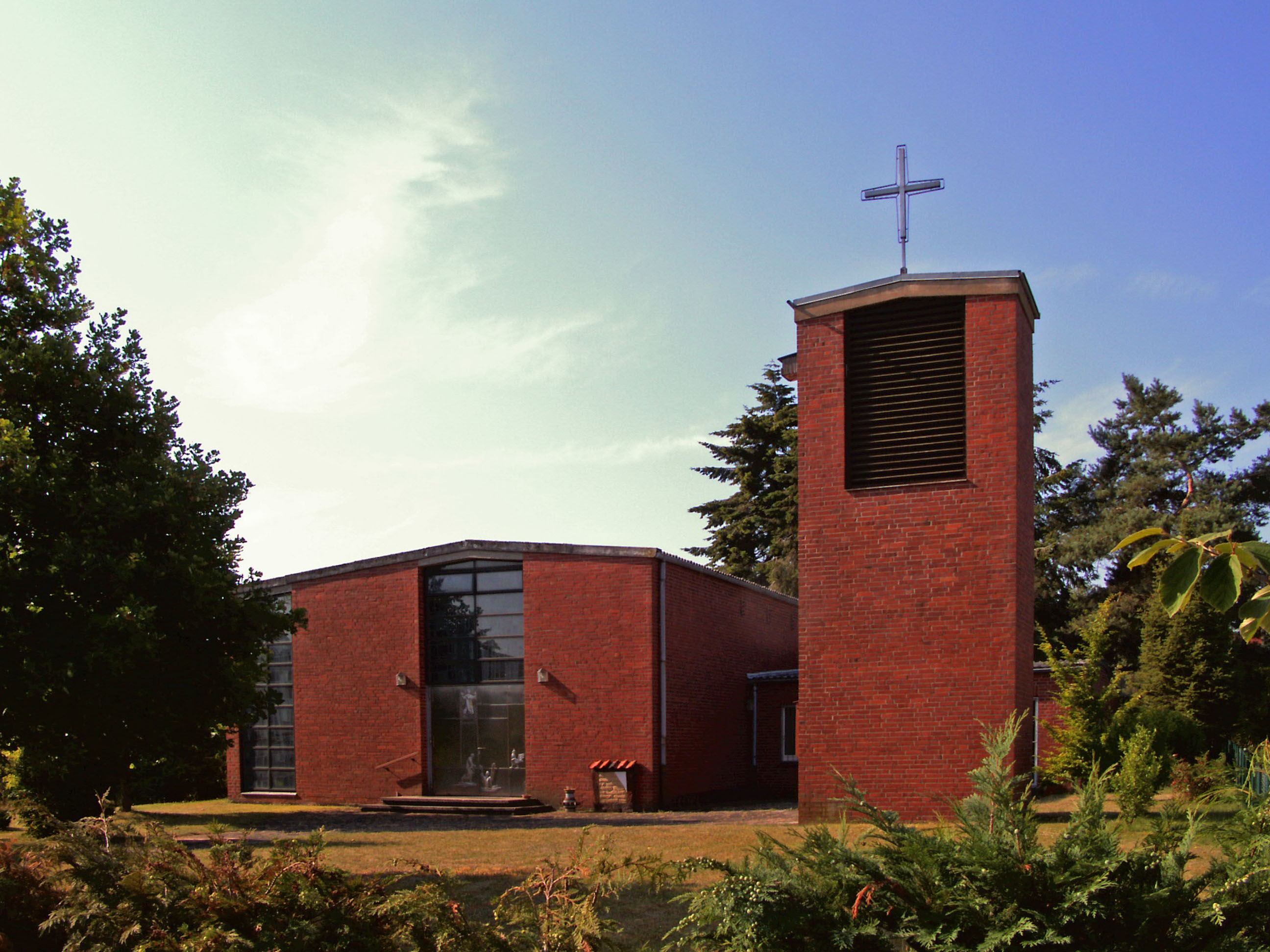
Heimatmuseum, ehemalige Kirche St. Petrus
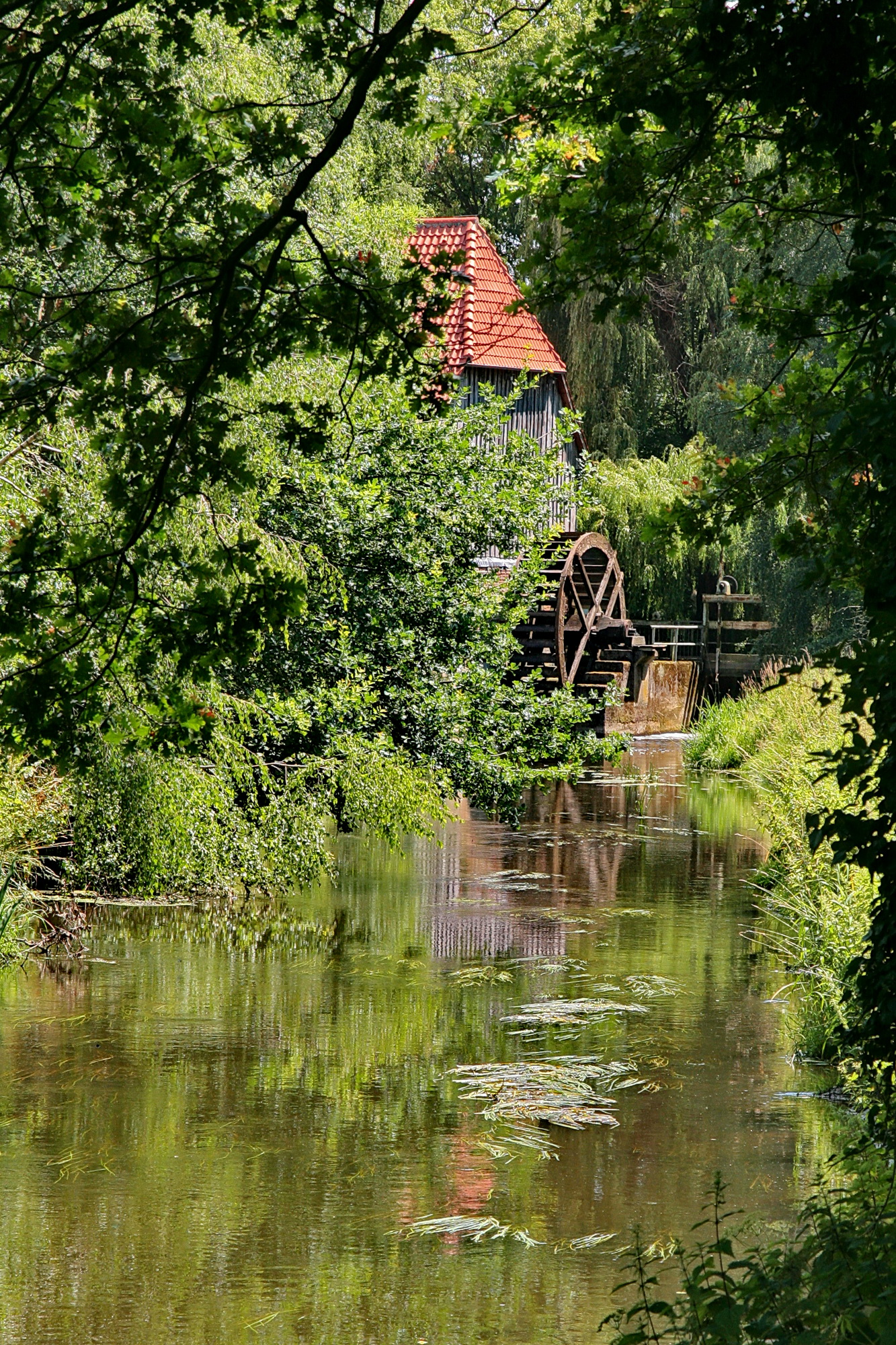
Die Fuhse mit Wassermühle
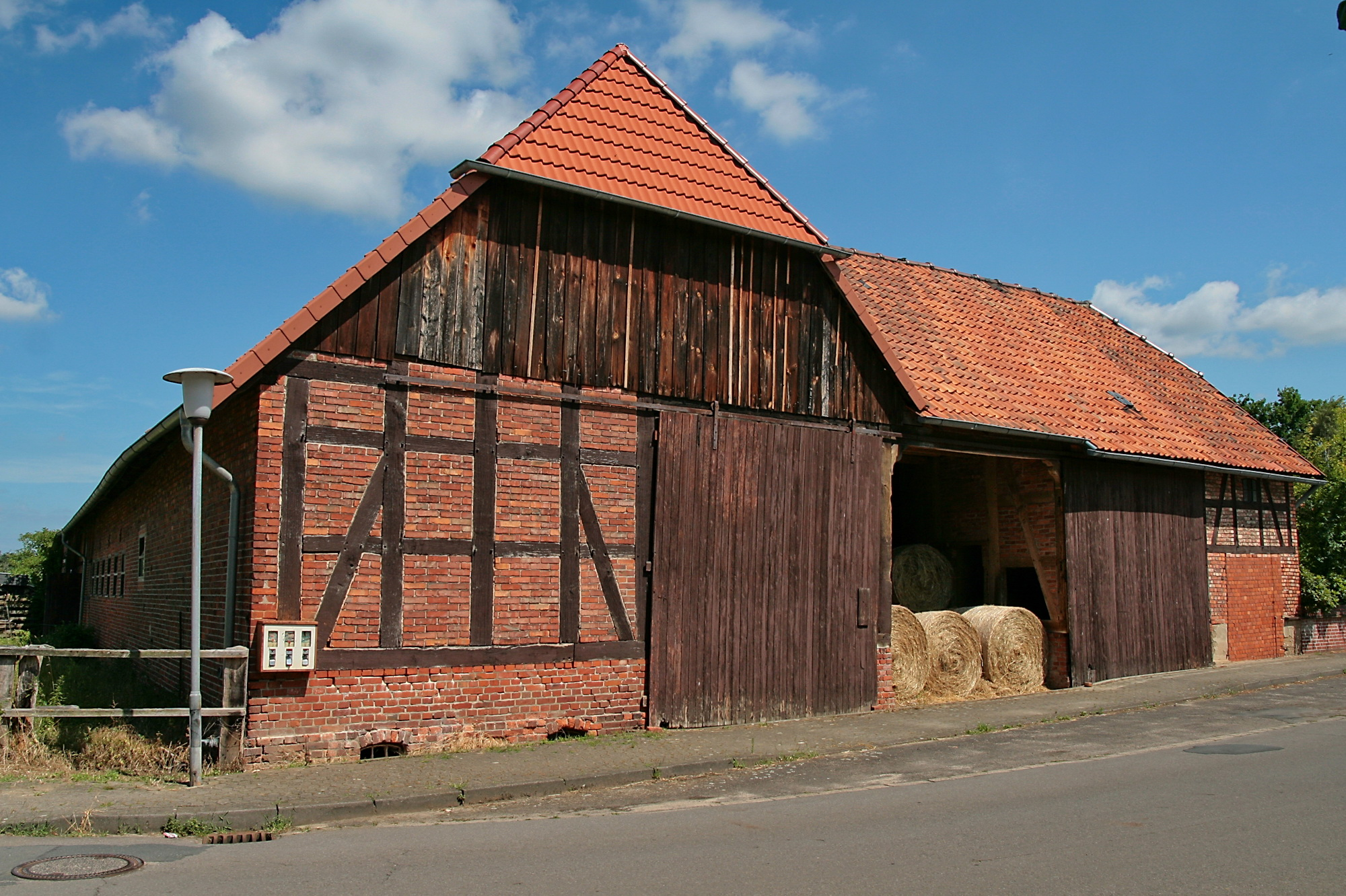
Fachwerkscheune am Kirchwinkel

### Sport
Es gibt mehrere Vereine (Auswahl):
- MTV Eltze (Fußball, Turnen)
- TTC Eltze (Tischtennis)
- KKS Horrido Eltze (Schießsport)
- Reitanlage des Western- und Freizeitsports

### Regelmäßige Veranstaltungen
- Schützenfest im August
- Bis 2017: jeweils an Pfingsten eines der größten Western- und Freizeitreitsportevents Niedersachsens

### Kulinarische Spezialitäten
- Eltze liegt an der Niedersächsischen Spargelstraße.

## Wirtschaft und Infrastruktur

### Unternehmen
Die Landwirtschaft prägt den Ort, noch üben einige Betriebe diese im Vollerwerb aus. Spargel, (Früh-)Kartoffeln, Zwiebeln, (Brau-)Gerste, Weizen, Raps, Roggen, Zuckerrüben und Mais gehören zu den Erzeugnissen. Neben der Landwirtschaft gibt es Betriebe aus den Bereichen Elektroapparatebau, Keramik, Informations- und Kommunikations-Technik, Software-Entwicklung, Dienstleistungen, Freizeitgestaltung und der Nahversorgung.
Es gibt in Eltze zwei Seniorenpflegeheime, die im Bereich der vollstationären Pflege, befristeten Kurzzeitpflege und Verhinderungspflege tätig sind. Sie sind Arbeitgeber für rund 80 Mitarbeiter überwiegend sozialer und hauswirtschaftlicher Berufe.

### Öffentliche Einrichtungen
- Zeltplatz des Landkreises Peine nördlich der Ortschaft

### Bildung
- Außenstelle Eltze der Grundschule Uetze für die Ortschaften Eltze und Dedenhausen

Eine erste Schule ist 1586 nachweisbar. Das derzeitige Schulgebäude wurde 1963 als Mittelpunktschule erbaut.

### Verkehr
- Öffentlicher Nahverkehr: Buslinie 950 des Großraum-Verkehr Hannover Dedenhausen–Eltze–Uetze–Dollbergen–Schwüblingsen
- Nächster Bahnhof ist in Dedenhausen an der Bahnstrecke Berlin–Lehrte
- Von 1921 an hatte Eltze einen Bahnhof an der Bahnstrecke Celle–Braunschweig, stillgelegt wurde der Personenverkehr 1971. Güterverkehr Braunschweig–Uetze gab es noch bis 1991, Eltze war aber zuletzt kein Tarifpunkt mehr. Das Empfangsgebäude mit Güterschuppen wird heute (2018) als Wohnhaus genutzt.
- Durch Eltze führt die Bundesstraße 444, die sich im Ortsteil Kreuzkrug im Norden der Ortschaft mit den Bundesstraßen 188 und 214 trifft

## Persönlichkeiten
- Otto Thielemann (* 1893 in Eltze; † 1990 in Goslar), Lehrer und Heimatforscher